# Університет Поля Верлена
Університет Поля Верлена-Мец (фр. Université Paul Verlaine-Metz) — французький університет в Меці, входить до академії Нансі-Мец. Університет Меца було засновано в 1970 році, в 2005 році йому було присвоєно ім'я Поля Верлена

## Структура
Університет Меца включає такі факультети та інститути:
- Факультети:
  - Гуманітарних наук, мистецтва і культури
  - Філологічний та лінгвістичний
  - Права, економіка та управління
  - Вищі курси управління
  - Фундаментальні та прикладні науки
  - Математики, інформатики, механіки та автоматики

- Університетські технологічні інститути:
  - Університетський інститут технології Меца
  - Університетський інститут технології Тьйонвілля / Ютца
  - Університетський інститут технології Східного Мозеля

- Вищий франко-німецький інститут технології, економіки і наук